# Metaleptyphantes kraepelini
Metaleptyphantes kraepelini là một loài nhện trong họ Linyphiidae.
Loài này thuộc chi Metaleptyphantes. Metaleptyphantes kraepelini được Eugène Simon miêu tả năm 1905.